# Тезисы Пулакайо

Дом на углу улиц Аякучо и Президенте Монтес в Оруро, где были составлены наброски тезисов, и некоторые из них соавторов (Гильермо Лора третий слева в заднем ряду, Фернандо Браво Джеймс на корточках слева спереди).

«Тезисы Пулакайо» (Tesis de Pulacayo) — важный документ в истории рабочего движения Боливии и Латинской Америки, принятый Федерацией профсоюзов рабочих горнорудной промышленности Боливии (FSTMB), собравшейся на конгресс (съезд) в ноябре 1946 года в городе Пулакайо, по инициативе делегации от Льяльягуаги (включая известную шахту «Сигло XX»).
Программный документ профсоюза горняков носил марксистский характер, разрабатывался при участии деятелей троцкистской Революционной рабочей партии (в частности, Гильермо Лоры и Фернандо Браво Джеймса) и был основан на концепции перманентной революции Льва Троцкого, который несколько раз цитируется в тексте.
Соответственно, указывая на характер Боливии как отсталой капиталистической страны во главе с «феодальной буржуазией», авторы «тезисов» подчёркивали, что, хотя задачи буржуазно-демократической революции нельзя «перескочить», но та, чтобы не быть задушенной, должна стать лишь фазой пролетарской революции. «Тезисы Пулакайо» были по существу применением «Переходной программы» Л. Д. Троцкого для Четвёртого Интернационала к конкретным боливийским условиям; в них также отобразилось влияние революционного синдикализма.
Проголосовавшие за эту программу рабочие Провозглашали себя «солдатами классовой борьбы» и «буржуазному лозунгу национального единства» противопоставляли «единый пролетарский фронт» — «монолитный блок всех трудящихся и всех революционных элементов, чтобы разрушить капитализм, объединенный в единый блок». Подчёркивая приоритет прямого действия масс, они не отрицали важность других методов борьбы (включая парламентские, которые вместе с тем должны быть подчинены революционным). Они призывали к бескомпромиссной борьбе с буржуазией, рабочей революции и другим радикальным целям, некоторые из которых (например, объединение в единый боевой профцентр, которым стал Боливийский рабочий центр) были реализованы в ходе революции 1952 года. Съезды в Колкири (1947) и Теламайо (1948) подтвердили приверженность Федерации «Тезисам Пулакайо».

## Переходные требования, выдвинутые в «тезисах»
1. Минимальная базовая заработная плата и подвижная шкала зарплат.
2. 40-часовая рабочая неделя и подвижная шкала рабочего времени.
3. Захват шахт рабочими.
4. Коллективные трудовые договора.
5. Независимость профсоюзов.
6. Рабочий контроль на шахтах.
7. Вооружение трудящихся.
8. Стачечная касса.
9. Регламентация уничтожения продуктовых лавочек компаний.
10. Отмена труда «по контракту» и введение единой системы зарплаты за дневной труд.